# Velika Vranovina
Velika Vranovina – wieś w Chorwacji, w żupanii sisacko-moslawińskiej, w gminie Topusko. W 2011 roku liczyła 150 mieszkańców.